# Marysville (Iowa)
Marysville és una població dels Estats Units a l'estat d'Iowa. Segons el cens del 2000 tenia 54 habitants.

## Demografia
Segons el cens del 2000, Marysville tenia 54 habitants, 21 habitatges, i 17 famílies. La densitat de població era de 57,9 habitants/km².
Dels 21 habitatges en un 33,3% hi vivien nens de menys de 18 anys, en un 61,9% hi vivien parelles casades, en un 4,8% dones solteres, i en un 19% no eren unitats familiars. En el 19% dels habitatges hi vivien persones soles el 9,5% de les quals corresponia a persones de 65 anys o més que vivien soles. El nombre mitjà de persones vivint en cada habitatge era de 2,57 i el nombre mitjà de persones que vivien en cada família era de 2,82.
Per edats la població es repartia de la següent manera: un 27,8% tenia menys de 18 anys, un 7,4% entre 18 i 24, un 31,5% entre 25 i 44, un 27,8% de 45 a 60 i un 5,6% 65 anys o més.
L'edat mediana era de 36 anys. Per cada 100 dones de 18 o més anys hi havia 129,4 homes.
La renda mediana per habitatge era de 43.750 $ i la renda mediana per família de 53.750 $. Els homes tenien una renda mediana de 34.375 $ mentre que les dones 29.375 $. La renda per capita de la població era de 17.135 $. Cap de les famílies estaven per davall del llindar de pobresa.

## Poblacions més properes
El següent diagrama mostra les poblacions més properes.